# École des hautes études en sciences sociales
Die École des hautes études en sciences sociales (kurz EHESS, zu deutsch: Schule für fortgeschrittene Studien in den Sozialwissenschaften) ist eine französische Elite-Hochschule für Sozialwissenschaften in Paris. Die Hochschule genießt als Grand établissement das höchste Prestige aller wissenschaftlichen Einrichtungen Frankreichs. Als Teil der Université de recherche Paris Sciences et Lettres (unter anderem mit der École normale supérieure oder dem Collège de France) zählt sie zudem zur besten Universität von ganz Frankreich.
Seit ihrer Gründung als Grand établissement zählt die Hochschule zu den wichtigsten und prestigeträchtigsten Forschungsinstitutionen im Bereich der Geistes- und Sozialwissenschaften von ganz Frankreich und ist demnach mit einer Vielzahl von den führenden Intellektuellen des Landes assoziiert. Darunter befinden sich mitunter die beiden Nobelpreisträger für Ökonomie Esther Duflo und Jean Tirole, die Soziologen Pierre Bourdieu und Eva Illouz, der Philosoph und Anthropologe Claude Lévi-Strauss, die Philosophen Raymond Aron, Roland Barthes, Cornelius Castoriadis und Jacques Derrida sowie die Historiker Nicole Loraux, Emma Rothschild, Fernand Braudel, Hubert Damisch, Jacques Le Goff, Pap Ndiaye, Jean-Pierre Vernant und Pierre Vidal-Naquet.

## Geschichte

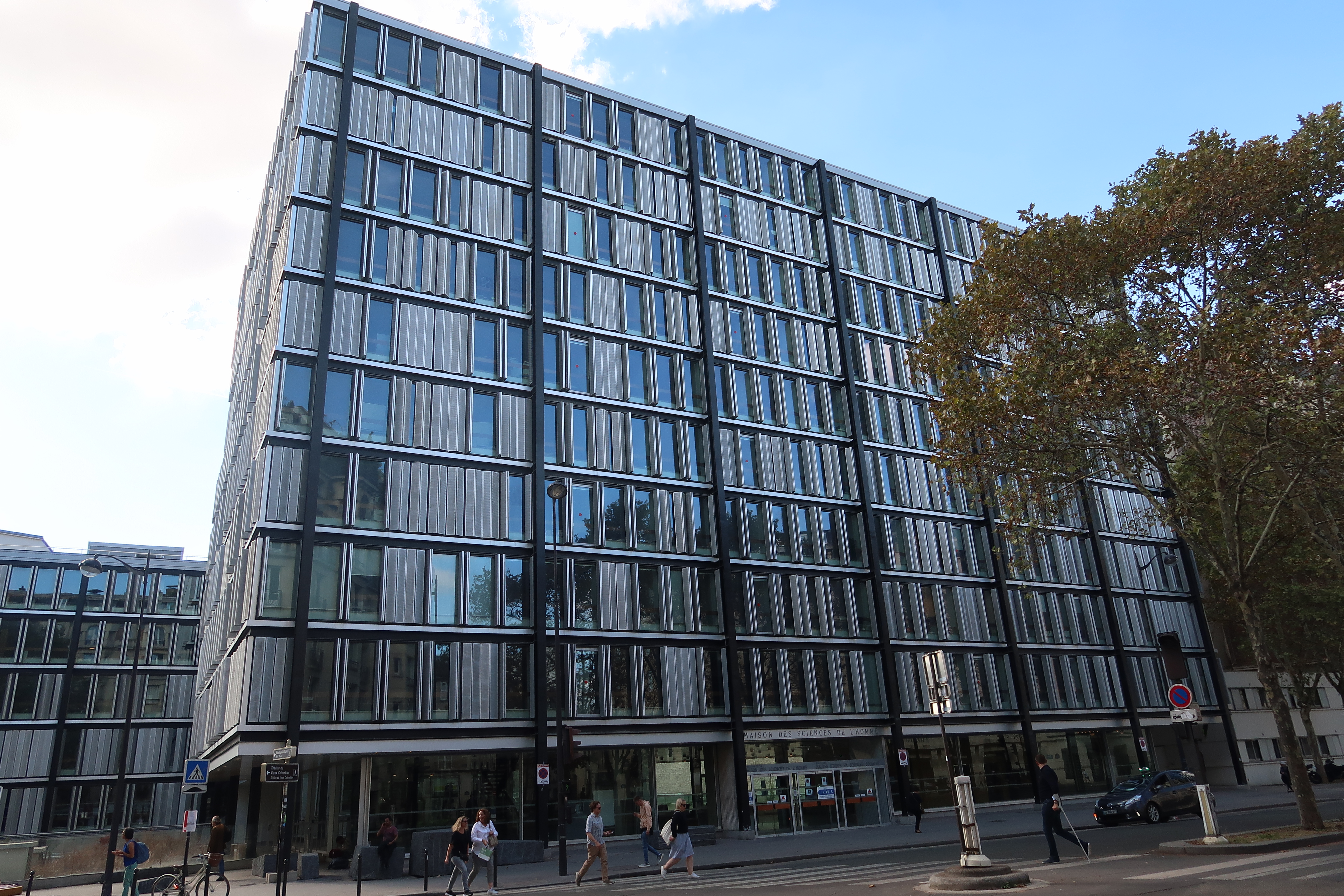
Der Hauptsitz der Hochschule befindet sich im Quartier Notre-Dame-des-Champs in Paris

### Anfänge und Einfluss der Annales-Schule
Eine Vorläuferin der EHESS war die École libre des hautes études (ELHE), die im Jahr 1942 im Exil in New York City von Claude Lévi-Strauss, Gustave Cohen, Henri Focillon, Jacques Maritain und Jean Perrin mit dem Ziel gegründet wurde, die aus dem von Nazi-Deutschland besetzten Frankreich in die Flucht getriebenen Forscher und Intellektuellen in einem gemeinsamen Hochschulinstitut zu vereinen. Durch die logistische und finanzielle Unterstützung der amerikanischen Regierung unter Franklin D. Roosevelt und der Rockefeller-Stiftung wurde die Schule zum französischen Ableger der New School for Social Research in New York City.
Nach dem Zweiten Weltkrieg kehrten die exilierten Wissenschaftler nach Frankreich zurück. Dort wurde 1947 eine sechste Sektion – für Wirtschafts- und Sozialwissenschaften – der forschungsorientierten Graduiertenhochschule École pratique des hautes études (EPHE) in Paris eingerichtet. In der Folgezeit wurde sie durch ihr heute unter dem Begriff der Annales-Schule bekanntes Wirken zur einflussreichsten Strömung in der französischen Geschichtswissenschaft und entwickelte große internationale Wirkung. Viele bedeutende Lehrstühle (zum Beispiel an der Sorbonne oder dem Collège de France) wurden von Vertretern der VI. Sektion der EPHE bzw. der späteren EHESS besetzt. Auch in der Darstellung der Geschichte in der französischen Öffentlichkeit nahmen die Annales-Historiker eine dominierende Stellung ein.

### Autonomie und Status als Elite-Hochschule
Im Jahr 1975 emanzipierte sich die Abteilung schließlich unter der Ägide von Jacques Le Goff (Gründer) und entwickelte sich zum eigenständigen Hochschulinstitut, das sich ausschließlich dem Doktoratsstudium widmete. Im Jahr 1984 wurde das Institut schließlich zu einer grande école ernannt, wodurch es seitdem zu den prestigeträchtigsten Forschungs- und Hochschuleinrichtungen ganz Frankreichs zählt. Die Auswahl der Studenten ist selektiv und es werden nur Studenten mit abgeschlossenem Bachelor-of-Arts-Studiengang zugelassen. Bachelor-Studiengänge gibt es an der EHESS nicht. Unter anderem zusammen mit der ENS Ulm, der École des Mines und dem Collège de France bildet sie die Paris Science et Lettres, welche eine aus 13 Institutionen vereinigte Forschungsuniversität im Rahmen der französischen Exzellenzinitiative ist und in den gängigen internationalen Rankings als beste französische Universität gilt.

### Annales-Zeitschrift
Die im Jahr 1929 von Marc Bloch und Lucien Febvre gegründete Annales-Zeitschrift, welche es sich zur Aufgabe machte, Arbeiten zu publizieren, in denen verschiedene humanwissenschaftliche Disziplinen für die Geschichtswissenschaft fruchtbar gemacht werden konnten, wird heute von der Hochschule vertrieben. Aus der methodologischen Herangehensweise an die Geschichtswissenschaft unter Einbeziehung anderer Disziplinen entwickelte sich die nach der Zeitschrift benannte Annales-Schule, die bis heute in den Annales publiziert. Die Zeitschrift zählt heute als die meistverbreitete Fachpublikation für Geschichtswissenschaften in französischer Sprache. Seit dem Jahr 2016 wird die englische Ausgabe der Zeitschrift in Zusammenarbeit mit der University of Cambridge editiert und vertrieben.

### Historiker des Imaginären
In den 1980er- und 1990er-Jahren machten sich die Historiker der EHESS zu neuen Ufern auf. In kritischer Auseinandersetzung mit ihren stark marxistisch bzw. „materialistisch“ geprägten Vorgängern begannen sie sich zunehmend für die Vorstellungswelt, die psychischen Aspekte der Geschichte, zu interessieren. Was zuerst als Mentalitätsgeschichte bezeichnet wurde, ist nach 1975, dem Erscheinungsjahr des Werks Gesellschaft als Imaginäre Institution von Cornelius Castoriadis, zur Geschichte des Imaginären geworden (Duby, Le Goff e.a.). Vor allem am Centre Louis Gernet, dem Zentrum für griechische Antikeforschung der EHESS, wurden bahnbrechende Forschungsarbeiten verfasst. Die Mitglieder und Schüler dieses interdisziplinären Forschungsnetzwerks wurden außerhalb Frankreichs als "Ecole de Paris" bezeichnet.

## Studentenzahlen und Professoren
Die Zahl der Studierenden ist mit rund 3400 recht klein im Vergleich zu anderen Pariser Hochschulen. So zählt die Universität Paris 1 Panthéon-Sorbonne 14-mal oder die Sciences Po viermal so viele Studenten wie die EHESS. Außergewöhnlich ist auch der Betreuungsschlüssel; so kommen an der EHESS auf nur etwas mehr als vier Studierende eine Lehrperson (knapp 3400 Studierende und 800 Lehrende). Etwas weniger als die Hälfte der Studenten sind Doktoranden, 36 % der Studierenden und 51 % der Doktoranden kommen aus dem Ausland.

## Aufgabenfelder
Aufgabe der EHESS ist die Forschung in den Sozial- und Geisteswissenschaften, Geschichte, Soziologie, Ökonomie, Anthropologie, Demographie, Geographie, Archäologie, Psychologie, Linguistik, Philosophie, Rechtswissenschaften sowie Mathematik. Die EHESS bietet seit einigen Jahren vereinzelt auch Master-Programme an, wobei sie traditionell allerdings vor allem auf Doktoratsstufe aktiv war.

## Partnerschaften
Wichtige Partnerschaften bestehen insbesondere zum Centre national de la recherche scientifique (CNRS) im Bereich der Sozial- und Geisteswissenschaften (deren wichtigster Partner die EHESS darstellt), der New School for Social Research in New York City sowie der University of Chicago. Im Fach Geschichte unterhalten sowohl die Yale University, als auch die Columbia University in Frankreich einzig mit der EHESS sowie der ENS Austauschprogramme und Partnerschaftsabkommen. Im Jahr 2008 wurde ebenfalls der deutsch-französische Exzellenz-Master in Geschichtswissenschaften in Kooperation mit der Universität Heidelberg aufgebaut.

## Standort
Der Standort der Hochschule befindet sich seit der Gründung im Quartier Notre-Dame-des-Champs im 6. Arrondissement von Paris. Da das ursprüngliche Hauptgebäude am Boulevard Raspail asbestbedingt grundsaniert wurde, mussten Dozenten und Verwaltungsangehörige den Traditionsbau im Dezember 2010 vorübergehend räumen, konnten inzwischen aber teilweise zurückkehren. Der Hauptsitz der Hochschule befindet sich nunmehr wieder am ursprünglichen Gebäude am Boulevard Raspail 54.

## Professoren und Dozenten
Zu ihren Professoren und Dozenten gehörten und gehören die führenden Intellektuellen des französischen Geisteslebens des 20. und 21. Jahrhunderts, unter anderem (alphabetisch):
- Raymond Aron (1905–1983)
- Stéphane Audoin-Rouzeau (* 1955)
- Georges Balandier (1920–2016)
- Nicolas Barreyre
- Roland Barthes (1915–1980)
- Henri Berestycki (* 1951)
- Luc Boltanski (* 1940)
- Pierre Bourdieu (1930–2002)
- Hamit Bozarslan (* 1958)
- Fernand Braudel (1902–1985)
- Claude Calame (* 1943)
- Fernando Henrique Cardoso (* 1931)
- Manuel Castells (* 1942)
- Cornelius Castoriadis (1922–1997)
- Roger Chartier (* 1945)
- Alain Chatriot (* 1975)
- Natalie Zemon Davis (1928–2023)
- Jacques Derrida (1930–2004)
- Philippe Descola (* 1949)
- Georges Didi-Huberman (* 1953)
- François Dubet (* 1946)
- Vincent Duclert (* 1961)
- Esther Duflo (* 1972)
- Christophe Duhamelle (* 1966)
- Didier Fassin (* 1955)
- Marc Ferro (1924–2021)
- François Furet (1927–1997)
- Marcel Gauchet (* 1946)
- Maurice Godelier (* 1934)
- Nilüfer Göle (* 1953)
- Rebekka Habermas (1959–2023)
- Bernard E. Harcourt (* 1963)
- François Hartog (* 1946)
- Eva Illouz (* 1961)
- Pierre Jeannin (1924–2004)
- Rainer Maria Kiesow (* 1963)
- Christiane Klapisch-Zuber (1936–2024)
- Jacques Lacan (1901–1981)
- Jacques Le Goff (1924–2014)
- Claude Lefort (1924–2010)
- Moshe Lewin (1921–2010)
- Antonín Jaroslav Liehm (1924–2020)
- Antoine Lilti (* 1972)
- Louis Marin (1931–1992)
- Philippe Maurice (* 1956)
- Pierre-Michel Menger (* 1953)
- Georges de Ménil (* 1940)
- Pierre Monnet (* 1963)
- Pap Ndiaye (* 1965)
- Gérard Noiriel (* 1950)
- Pierre Nora (1931–2025)
- Thomas Piketty (* 1971)
- Krzysztof Pomian (* 1934)
- Christophe Prochasson (* 1959)
- Denis Richet (1927–1989)
- Pierre Rosanvallon (* 1948)
- Emma Rothschild (* 1948)
- Olivier Roy (* 1949)
- Ignacy Sachs (1927–2023)
- Jacques Sapir (* 1954)
- Gisèle Sapiro (* 1965)
- Jean-Pierre Olivier de Sardan (* 1941)
- Jean-Claude Schmitt (* 1946)
- René Taton (1915–2004)
- Émile Témime (1926–2008)
- Jean Tirole (* 1953)
- Alain Touraine (1925–2023)
- Cécile Vidal (* 1967)
- Pierre Vidal-Naquet (1930–2006)
- François Weil (* 1961)
- Michael Werner (* 1946)
- Michel Wieviorka (* 1946)
- Heinz Wismann (* 1935)